# 霍爾姆-漢森山
77°36′S 162°11′E / 77.600°S 162.183°E
霍爾姆-漢森山（英語：Mount Holm-Hansen），是南極洲的山峰，位於維多利亞地，處於阿斯加德山脈，海拔高度1,920米，在大衛谷下游和巴特利冰川之間。在1997年由美國南極名稱諮詢委員會命名，現時由南極條約體系管理。